# Jessica Martínez
Jessica Dahiana "Pirayú" Martínez Villagra (Itauguá, 14 de junho de 1999) é uma futebolista paraguaia que atua como atacante. Atualmente, atua no clube Al-Hilal, da Premier League Feminina Saudita e na seleção feminina do Paraguai. Também já foi atleta regular das seleções nacionais sub-20 e sub-17.
Seu apelido, "Pirayú", faz referência à região de onde ela vem, conectando Jessica simbolicamente às suas raízes.

## Carreira

### Clubes
Em 2016, foi um dos destaques do Sportivo Limpeño, que se sagrou campeão da Libertadores Feminina.
Em maio de 2016, assinou com o Olimpia.
Em fevereiro de 2017, acerta com o Santos, com contrato até 31 de dezembro de 2018.
Em 2018, se transferiu para o CD Tacón, da Espanha, onde foi peça-chave do clube na temporada 2018/19, com gols importantes, inclusive aquele que garantiu o acesso da equipe à elite do futebol feminino espanhol, na final de 18 de maio contra o Santa Teresa.
Em julho de 2020, com a incorporação do Tacon ao Real Madrid, se tornou a primeira paraguaia a atuar com a camisa merengue na história – feito inédito, entre homens e mulheres.

### Seleção Nacional
Martínez representou o Paraguai em duas edições do Campeonato Sul-Americano Sub-17 (2013 e 2016), duas edições da Copa do Mundo Sub-17 da FIFA (2014 e 2016), três edições do Campeonato Sul-Americano Sub-20 (2014, 2015 e 2018) e duas edições da Copa do Mundo Sub-20 da FIFA (2014 e 2018). Marcou cinco gols na Copa América Feminina (três na edição de 2014 e dois na edição de 2018).

## Títulos
Sportivo Limpeño
- Copa Libertadores da América: 2016